# ويليام كولمان أندرسون
ويليام كولمان أندرسون (بالإنجليزية: William Coleman Anderson)‏ هو محامي وسياسي أمريكي، ولد في 10 يوليو 1853 في غرينفيل في الولايات المتحدة، وتوفي في 8 سبتمبر 1902. حزبياً، نشط في الحزب الجمهوري. وقد انتخب عضو مجلس النواب الأمريكي.